# Дагсборо
Дагсборо (англ. Dagsboro) — город в округе Сассекс в штате Делавэр США. По данным переписи 2020 года, численность населения составляла 870 человек.

## Население
| 2010 | 2020 |
| ---- | ---- |
| 805  | ↗870 |